# Sainte-Jalle
Sainte-Jalle là một xã thuộc tỉnh Drôme trong vùng Auvergne-Rhône-Alpes đông nam nước Pháp.